# 切廖穆什基区
切廖穆什基区（俄語：район Черёмушки）是莫斯科西南行政区的一区，面积5.52平方公里，人口107,951人。工会站、卡卢加站、新稠李站和沃龙佐沃站位于该区内。